# امامزاده کهریز
امامزاده کهریز مربوط به دوره صفوی است و در شهرستان ابهر، ضلع غربی گنبد سلطانیه واقع شده و این اثر در تاریخ ۲۳ مرداد ۱۳۷۸ با شمارهٔ ثبت ۲۳۷۲ به‌عنوان یکی از آثار ملی ایران به ثبت رسیده است.